# Callitomis dimorpha
Callitomis dimorpha är en fjärilsart som beskrevs av Bytinsky-salz 1939. Callitomis dimorpha ingår i släktet Callitomis och familjen björnspinnare. Inga underarter finns listade i Catalogue of Life.